# BBC威爾斯國家管弦樂團

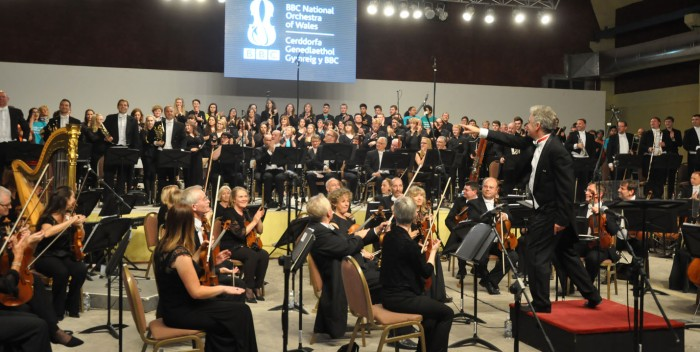
BBC威爾斯國家管弦樂團

BBC威爾斯國家管弦樂團（英語：BBC National Orchestra of Wales；簡稱BBC NOW）是英國廣播公司所有的五個管弦樂團之一，也是威爾士現在唯一的管弦樂團。BBC威爾斯國家管弦樂團成立於1936年，前身是成立於1928年的加的夫車站管弦樂團（Cardiff Station Orchestra）。

## 外部連結
- 官方网站（英文）
- 官方網站上關於樂團的歷史（页面存档备份，存于）（英文）